# Чудесное путешествие Нильса с дикими гусями (мини-сериал)
«Чудесное путешествие Нильса с дикими гусями» (нем. Nils Holgerssons wunderbare Reise) — немецко-шведский телевизионный мини-сериал, снятый режиссёром Дирком Регелем по мотивам одноимённой сказочной повести Сельмы Лагерлёф «Чудесное путешествие Нильса с дикими гусями». Премьера состоялась 25 декабря 2011 года на ARD.

## Сюжет
Основан на известном произведении. Подросток Нильс Хольгерссон был шалопаем, плохо обращался с животными, не слушался своих родителей и неохотно помогал им по хозяйству. В один прекрасный день он повстречал гнома, который сильно изменил его жизнь. За все проделки Нильса гном с помощью волшебных слов превращает его в маленького человечка. После превращения Нильс начинает понимать язык животных и птиц. Присоединившись к стае диких гусей, он вместе с домашним гусем Мартином отправляется в путешествие на север, в Лапландию. Чтобы вернуть свой нормальный облик, Нильс должен исправиться и стать примерным мальчиком. Но пока об этом он ещё ничего не знает…

## В ролях
- Юстус Каммерер — Нильс Хольгерссон
- Паулина Реневер — Оса Берггрен
- Сисилия Юнг — Сельма Лагерлёф
- Ханс Цишлер — гном
- Хиннерк Шёнеман — Оле Хольгерссон, отец Нильса
- Штефани Япп — Стина Хольгерссон, мать Нильса
- Курт Крёмер — Эдуард Формула
- Юхан Ульвесон[англ.] — бродяга
- Юхан Реборг[англ.] — бродяга
- Бастиан Пастевска — гусь Мартин (озвучивание)
- Катя Риман — дикая гусыня Акка Кебнекайсе (озвучивание)
- Удо Шенк — лис Смирре (озвучивание)
- Роберт Мисслер — ворон Батаки (озвучивание)
- Бен Беккер — орёл Горго (озвучивание)
- Ральф Шмиц — пёс Альфред (озвучивание)
- Ивонн Каттерфельд — гусь (озвучивание)
- Мирья Турестедт[англ.] — Ингер Берггрен
- Юаким Неттерквист — Торе Берггрен
- Ванесса Мальм Рат — Сигне Берггрен
- Гранат Бьёрн — администратор
- Юхан Карлсберг — Юхан
- Эммели Стернфельдт — Лив
- Моллган Бергиус — Матс
- Нильс Хенрик М. Бульо — Клемент
- Уве Бом — директор цирка
- Мирко Крайбих — Польди
- Генри Кёниг — крот (озвучивание)

## Съёмочная группа
- Режиссёр: Дирк Регель
- Продюсеры: Клаудия Шрёдер, Юаким Ханссон, Франк Букс
- Сценаристы: Герт Лурц, Мейбрит Аренс, Мартина Мюллер, Давид Унгурайт
- Операторы: Филипп Тимме, Алекс Линден
- Композитор: Штефан Хансен